# Горбунов, Иван Фёдорович
Ива́н Фёдорович Горбуно́в (10 [22] сентября 1831, с. Ивантеевка (Копнино) Московского уезда Московской губернии —  24 декабря 1895 [5 января 1896], Петербург) — русский прозаик, мемуарист, актёр. Мастер исполнения устных рассказов.

## Биография
Родился в семье помещичьего дворового. Отец — мелкий фабричный служащий из вольноотпущенных крепостных, мать — крепостная крестьянка. Старший брат — Горбунов Орест Фёдорович — актёр московского Малого театра, рассказчик сцен из народного быта, автор книги «Сцены из народного быта».
Учился в училище ваяния и зодчества, посещал лекции в Московском университете. Прекрасно знал русскую историю, литературу и народную музыку, в совершенстве владел древнерусским и церковнославянскими языками. С юности занимался репетиторской работой (в том числе в семье П. М. Садовского), перепиской бумаг (включая пьесы А. Н. Островского).
Биография Горбунова тесно сплетается с разночинскими группами 1860-х гг. Особое значение для Горбунова имело его сближение (1853) с Островским и вообще всей «молодой редакцией» славянофильского «Москвитянина». Рассказы и сцены Горбунова целиком входят в общий стиль натурализма 1860-х гг. С 1877 года был членом-корреспондентом общества любителей древней письменности.
Горбунов прославился и как актёр. В 1854 году состоялся его актёрский дебют в московском Малом театре. С 1856 года он был включён в труппу Александринского театра в Петербурге. Там и числился до самого конца жизни. За 40 лет он сыграл 54 роли, главным образом в пьесах Островского (Кудряш — «Гроза», Пётр, 1-й исполнитель, — «Лес», Афоня — «Грех да беда на кого не живёт») и в собственных пьесах.
Известно, что его стараниями, главным образом, основался музей-фойе Александринского театра. Он всегда звал посмотреть на это интересное собрание портретов, гравюр и других памятников, относящихся к истории русского театра. Как огорчался он равнодушием к его детищу.
Широкую известность Горбунову принесло исполнение своих рассказов на сценах театров и в благотворительных концертах по всей России. Популярность Горбунова была огромна. Его творчество любили и крестьяне, и три последних императора. Юмор горбуновских рассказов «рассыпался по всей России и вошел в поговорки, в пословицы».
Изображён в образе шута на картине Константина Маковского «Смерть Ивана Грозного» (1888).
Но самому Горбунову сравнения с шутом в его бытовом значении были глубоко неприятны:
«Однажды один из близких друзей Горбунова, после излишних возлияний пришедший в состояние возбужденное, начал вдруг нападать на него и попрекать за его безалаберную жизнь “шута”. 
— Ведь ты шут. Ну, потешай, потешай!
Горбунов сначала не обращал внимания, но когда пьяная речь друга не прерывалась все в том же направлении, он не выдержал… заплакал и встал из-за стола».
Неприятна ему была и фамильярность или развязность:
«Обладал он в чрезвычайной степени тактом. Никогда никто не слыхал, чтоб у него, хотя бы нечаянно, сорвалось что-нибудь нескромное в присутствии дам или девиц» («Сочинения» И. Ф. Горбунова. Т. III. СПб., 1907. С. 344); «Замечал я не раз, как неприятно всегда бывало Горбунову, когда иные из слушателей его прямо обращались к нему с просьбой рассказать что-либо неприличное, чего нельзя сказать громко».
И. Ф. Горбунов был большим поклонником алкогольного напитка лампопо. Он не только посвятил ему несколько произведений, но даже основал и возглавил «Общество лампопистов». Мало того, благодаря Горбунову в московских трактирах даже стали подавать лампопо по особому рецепту — «лампопо по-горбуновски».
В последние пять лет жизни (1891—1896) жил в Петербурге по адресу: Невский проспект, 105.
Похоронен на Никольском кладбище. В 1936 г. перезахоронен в Некрополе мастеров искусств.

## Литературное и актерское творчество
Горбунов был историком русского театра и организатором первого в России театрального музея. Посредством биографических очерков о выдающихся актёрах, он создал биографическую историю русского театра XVIII—XIX веков.
Первый рассказ И. Ф. Горбунова был опубликован в журнале «Отечественные записки» в 1855 г. Подобно многим писателям своего времени, Горбунов преимущественно оперирует материалом из буржуазного и крестьянского быта: «безответственные» пред «законом» станового крестьяне, забитые «мастеровые», мещане и купцы периода первоначального накопления — вот основные персонажи его творчества. Достоевский писал о Горбунове: «в его сценах много чрезвычайно тонких и глубоких наблюдений над русской душой и русским народом».
Крестьянскую среду Горбунов даёт преимущественно в её внешних комических проявлениях, не вдаваясь в анализ её внутренних социальных процессов. Для аудитории из «высшего общества» столиц его персонажи были своеобразной «экзотикой». Дар «представлять» был у Горбунова чрезвычайно велик. Наиболее известно, как он говорил от лица «отставного генерала Дитятина» — отставной военный николаевского времени, уже не помнящий своего дня рождения и комментирующий текущие события с позиций своего архаического мировоззрения. От лица генерала Дитятина 13 марта 1879 г. Горбунов говорил речь на обеде в честь И. С. Тургенева, причем его речь сгладила впечатления от неприятного разговора, произошедшего там между Тургеневым и Ф. М. Достоевским. Не менее известны были другие его представления и лица, которые были им представлены в жизненной правде: «судейские», церковные служащие, и в их числе архимандрит Фотий; старухи;
«В рассказах Горбунова проносился целый мир учителей. Живьем схваченные, они переносили к временам прошедшим и, быть может, имели и некоторое биографическое значение. Говорят, были у него и типы из мира профессорского, но они остаются никем не записанные».
Поистине уникальными были те «представления», которые Горбунов предпочитал показывать перед узким кругом:
«В воспоминаниях о людях прошлой эпохи, писателях и артистах по преимуществу, Горбунов, обладая богатою памятью и уменьем в ярких образах воссоздавать прошлое, изображал, бывало, и что особенно дорого, сохраняя при этом интонацию говоривших, целые сцены и разговоры с давно умершими людьми. В такие редкие минуты Иван Федорович был неподражаем… А. Н. Островский, Аполлон Григорьев, Б. Н. Алмазов, Пров Садовский и другие артисты Малого театра, вообще кружок “Молодого Москвитянина”, а также М. Д. Щепкин, А. Ф. Писемский, А. И. Герцен, И. С. Тургенев, Н. А. Некрасов и многие другие вызывались в памяти Горбунова и производили на имевших счастие слушать его в эти минуты неотразимое впечатление воскрешения замечательных людей, уж давно сошедших со сцены».
В таком «представлении» зритель — хозяин гостиной и любой его гость — словно вживую видели воплощенного Герцена, или Тургенева, или Островского, как бы слышал его голос и излюбленные выражения, сказанные с узнаваемыми интонациями.
«В сущности слушать и понимать Горбунова как следовало, как желал бы того сам художник, было совсем не так легко; а для “реплики” нужно было самому быть несколько опытному, чтобы выдерживать с ним беседу. Он не раз говаривал, что если бы умели ему возражать, возбуждая к ответам, то он иначе бы и развернулся».
Своеобразный импровизированный «спектакль», разыгрываемый Горбуновым, не просто показывал манеры изображаемого лица, но давал любому желающему возможность примериться к разговору с незнакомым, но воплощаемым перед ним любимым писателем.
В конце 1850-х гг. Горбунов стал выступать на эстраде как автор и исполнитель собственных рассказов под общим названием («Сцены из народного быта», 1861). С большим остроумием и сатирическими и ироническими зарисовками изображал в своих рассказах все социальные слои русской бытовой жизни — крестьян, купцов, мастеровых, фабричных рабочих и приказчиков, городовых, околоточных и квартальных, горожан-обывателей и др. Среди этих рассказов: «Пушка», «Воздухоплаватель», «Белая зала» и др.

Блестящий рассказчик-импровизатор, обладающий замечательной мимикой, Г. прекрасно знал и умел передать своеобразие нар. речи, многообразную пестроту её говоров, умел подать слово в живом, бытующем в народе звучании, придать ему социально-бытовую характерность. В нач. 60-х гг. Г. создал пародийный сатирич. образ слабоумного, престарелого сановника отставного генерала Дитятина (изречения, речи и тосты Дитятина Горбунов чаще всего импровизировал), показав одну из типичных социальных фигур своего времени (близок образу Крутицкого в пьесе Островского «На всякого мудреца довольно простоты»). Однако впоследствии, в годы реакции, Горбунов начал избегать острых вопросов современности. Рассказы о Дитятине приобрели более безобидный характер.

Знаток русской песни, Горбунов сообщил М. П. Мусоргскому песню «Исходила младёшенька», которая (песня Марфы) стала одной из самых ярких страниц оперы «Хованщина». Композитор посвятил Горбунову фортепианную пьесу «В деревне» (издана в 1882 г.)  
Статья основана на материалах Литературной энциклопедии 1929—1939.

## Признание и память
- На родине писателя в Ивантеевке в 1996 году установлен памятник Горбунову.
- В центральной библиотеке Ивантеевки в 2002 году открыт кабинет-музей Ивана Фёдоровича Горбунова.

## Издания произведений
- Собрание сочинений Горбунова — изд. Комиссии при Комитете О-ва любителей древней письменности, СПб., т. I, 1902; т. II, 1904; т. III, 1907.
  - Сочинения И. Ф. Горбунова : [1-3]. — Санкт-Петербург : т-во Р. Голике и А. Вильборг, 1904—1910. — 4 т. (Т. 3 вышел в 2 кн.: Ч. 1-4 и Ч. 5; На шмуцтит.: Изд. под наблюдением Комиссии при Комитете … Императорского Общества любителей древней письменности)
- Сочинения / И. Ф. Горбунов; Под ред. и с предисл. А. Ф. Кони. Т. 1-2. — Санкт-Петербург : А. Ф. Маркс, [1901]-. — 2 т. (и в том же изд. прилож. к «Ниве» за 1904).
- Артист-народник, в 3 т. изд. О-ва; см. также «Исторический вестник», 1896, кн. 2, в «Русской старине», 1883, кн. 12.